# Sudenburg
Sudenburg, Magdeburg-Sudenburg – dzielnica miasta Magdeburg w Niemczech, w kraju związkowym Saksonia-Anhalt.